# Ulrich Karnatz
Ulrich Karnatz, född den 2 december 1952 i Rostock i Tyskland, är en östtysk roddare.
Han tog OS-guld i åtta med styrman i samband med de olympiska roddtävlingarna 1980 i Moskva.